# Patrick Kelly (Modedesigner)
Patrick Kelly (* 24. September 1954 in Vicksburg, Vereinigte Staaten; † 1. Januar 1990 in Paris, Frankreich) war ein US-amerikanischer Modeschöpfer. Er war der erste Amerikaner, der in die Fédération française de la couture aufgenommen wurde.

## Leben und Werk
Patrick Kelly wurde 1954 in Vicksburg, Mississippi geboren. Ein erstes Interesse für Mode entwickelte Kelly in der Grundschule, als er das Nähen erlernte. Nach dem Abitur im Jahr 1972 besuchte er für kurze Zeit die Jackson State University in Mississippi, bevor er nach Atlanta zog.
In Atlanta arbeitete Kelly in einem Second-Hand-Geschäft, wo er Zugang zu gespendeten Designerkleidern und Mänteln erhielt, die er – neben seinen eigenen Designs – modifizierte und verkaufte. Er eröffnete sein eigenes Geschäft im Buckhead Bezirk der Stadt. Im Jahr 1979 lernte er das Supermodel Pat Cleveland kennen, die seine Kleidung bewunderte und ihn ermutigte, nach New York City zu ziehen. Nach einem erfolglosen Jahr in New York zog er 1980, erneut auf Clevelands Vorschlag, nach Paris. In Paris fand Kelly schnell Erfolg und erregte mit seinen hellen und farbigen Jersey-Kleidern, die er mit farbigen Knöpfen und Schleifen schmückte, schnell Aufsehen. In Paris traf Kelly auch Bjorn Amelan, der sein Liebhaber wurde und eine leitende Rolle in Kellys jungem Unternehmen übernahm.
Im Jahr 1985 begann Kelly seine Designs in den angesehenen Victoire-Boutiquen in Paris zu verkaufen. In einem Interview äußerte sich ein Ladenbesitzer: „Patrick landete 1985 in meinem Laden wie eine Bombe. Er war so schwul und so voller Energie wie auch seine Kleider.“ Die französische Ausgabe der Elle widmete Kelly in ihrer Februar-Ausgabe einen sechsseitigen Artikel. Zu Kellys Kunden zählten auch zahlreiche Stars wie Bette Davis, Paloma Picasso, Grace Jones, Madonna, Cicely Tyson und Goldie Hawn.
1987 unterzeichnete der Modekonzern Warnaco eine Vereinbarung zur Produktion von Kellys Kleidung. Mit der Unterstützung von Warnaco waren Kelly Designs bald in den Läden auf der ganzen Welt erhältlich. Mit der Unterstützung der Designerin Sonia Rykiel wurde Kelly 1988 in die angesehene Chambre syndicale du prêt-à-porter des couturiers et des créateurs de mode aufgenommen. Kellys junges Label wurde so ein offizieller Partner von Marken wie Yves Saint Laurent, Chanel und Christian Dior. Kelly war der erste Amerikaner, der der Organisation beitrat, die zugleich Handelsverband für die französische Fertigwarenindustrie ist. Durch diese Zugehörigkeit konnte Kelly seine Laufstegshows unter anderem im Louvre präsentieren.
Kelly war außerdem ein Sammler von Gegenständen, die Rassenstereotype zeigen, die viele Personen als herausfordernd, beleidigend oder erniedrigend empfinden können. Dazu zählen Wassermelonenkeile, schwarze Babypuppen, Bananen oder Golliwogs. Er verwendete diese Materialien in seinen Kollektionen auf eine ironische Art und Weise.

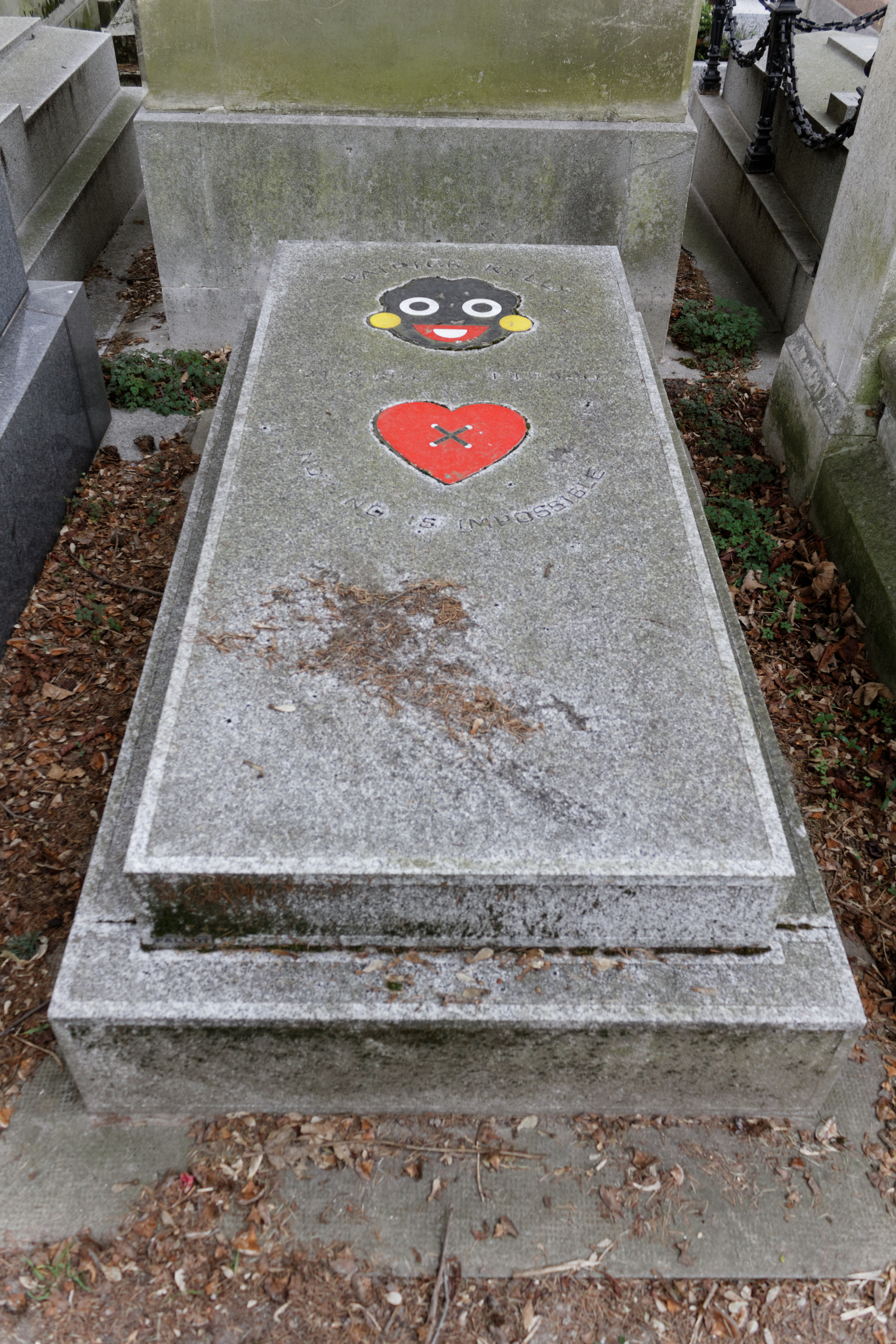
Grab von Patrick Kelly

In einem 1987 mit dem People Magazine geführten Interview äußerte sich Kelly bezüglich der Zielgruppe seiner Mode: „Ich entwerfe für dicke Frauen, dünne Frauen, alle Arten von Frauen. Meine Botschaft ist, du bist so schön wie du bist.“ Auf seiner Modenschau im März 1987 war eines seiner Models im achten Monat schwanger.
1989 war Kelly auf dem Höhepunkt seines Erfolges und produzierte seine Mode neben Warnaco unter anderem auch für Benetton. Zudem entwickelte er Pläne für Dessous-, Parfüm- und Menswear-Linien. Im August 1989 erkrankte Kelly an AIDS und konnte die Vorbereitungen für seine Oktober-Show nicht abschließen. Er starb am 1. Januar 1990 an seiner AIDS-Erkrankung. Bei Kellys Gedenkfeier schloss seine Freundin und Klientin Gloria Steinem ihre Rede mit den Worten: „Anstatt uns mit Gold und Juwelen zu teilen, vereinigte er uns mit Knöpfen und Schleifen.“ Kelly ist auf dem Pariser Friedhof Père-Lachaise (Division 50) begraben.